# Wspólnota administracyjna Saal an der Donau
Wspólnota administracyjna Saal an der Donau – wspólnota administracyjna (niem. Verwaltungsgemeinschaft) w Niemczech, w kraju związkowym Bawaria, w rejencji Dolna Bawaria, w regionie Ratyzbona, w powiecie  Kelheim. Siedziba wspólnoty znajduje się w miejscowości Saal an der Donau.
Wspólnota administracyjna zrzesza dwie gminy wiejskie (Gemeinde): 
- Saal an der Donau, 5 287 mieszkańców, 44,11 km²
- Teugn, 1 597 mieszkańców, 17,08 km²